# 百済寺
百済寺（ひゃくさいじ）は、滋賀県東近江市百済寺町にある天台宗の寺院。山号は釈迦山。本尊は十一面観音。開基は聖徳太子とされる。金剛輪寺、西明寺とともに「湖東三山」の1つとして知られる。境内は国の史跡に指定されている。また、紅葉の名所としても知られている。

## 歴史
琵琶湖の東、鈴鹿山脈の西山腹に位置する。寺伝によれば、推古天皇14年（606年）、聖徳太子の建立という。聖徳太子は当時来朝していた高麗（高句麗）の僧・恵慈とともにこの地に至った時、山中に不思議な光を見た。その光の元を訪ねて行くと、それは霊木の杉であった。太子はその杉を、根が付いた立ち木のまま刻んで十一面観音像（植木観音）を作り、像を囲むように堂を建てた。これが百済寺の始まりであるといい、百済の龍雲寺にならって寺を建てたので百済寺と号したという。
百済寺の史料上の初見は11世紀の寛治3年（1089年）であり、聖徳太子創建との伝承がどこまで史実を反映したものかは不明であるが、百済寺という寺号から見て、この寺は渡来系氏族の氏寺として開創された可能性が高い。平安時代には、近江国の多くの寺院と同様、比叡山延暦寺の勢力下に入り、天台宗の寺院となり、「湖東の小叡山」や「天台別院」とも称されるようになった。
平安時代から中世にかけて、北谷・東谷・西谷・南谷に1,000近い坊を持つなどかなりの規模をもった寺院だったようだが、明応7年（1498年）の火災で本堂とその近辺が焼け、その数年後の文亀3年（1503年）、近江守護六角高頼と守護代伊庭貞隆との争いに巻き込まれてほとんど焼失した。この2回の火災で創建以来の建物ばかりでなく、仏像、寺宝、記録類なども大方焼けてしまった。
それでも寺勢はやがて回復し、戦国時代に来日した宣教師のルイス・フロイスは当寺のことを「地上の楽園」とその書簡に書いている。
元亀4年（1573年）4月、織田信長に抵抗を続けていた六角承禎が百済寺の近くにあった鯰江城に籠城した。その際、百済寺は六角氏の味方をして兵糧を運び入れ、また六角軍の妻子を匿うなどをしたため同月11日に信長による焼き討ちに遭い、またも全焼した。ただ、本尊の植木観音は約8㎞離れた場所にある奥の院に避難させて無事であった。
天正12年（1584年）、堀秀政によって仮本堂が建立される。慶長7年（1602年）には寺領146石5斗を安堵され、次いで元和3年（1617年）には将軍徳川秀忠より寺領100石を安堵される。
寛永11年（1634年）に天海大僧正の弟子亮算が入山して塔頭の千手坊の名を喜見院に変更し、当地は彦根藩の飛び地でもあったために彦根藩からの支援も得て復興が行われ、慶安3年（1650年）に本堂・仁王門・赤門が完成した。よって本堂をはじめ現在の建物はすべて近世以降の再建である。
万治元年（1658年）、井伊直滋が父である彦根藩主の井伊直孝に廃嫡されると当寺で出家している。
喜見院は今とは別の場所にあったが、元文元年（1736年）に焼失し、翌元文2年（1737年）に仁王門下の左方に移転し、1940年（昭和15年）に現在地に移転して本坊となっている。参道両側には石垣で出来た僧坊跡である百坊跡・二百坊跡・七百坊跡がある。
なお、織田信長の焼き討ちを受ける前はこの寺院で「百済寺樽」といわれる清酒を酒造していたが、焼き討ちの被害によって廃止された。2017年（平成29年）には百済寺樽の復活プロジェクトが成功し、444年ぶりに『百済寺樽』が完成、数量限定で販売された。
また、「釈迦山」という山号は大変珍しく、百済寺のみである。現在は紅葉の名所となっている。

## 境内

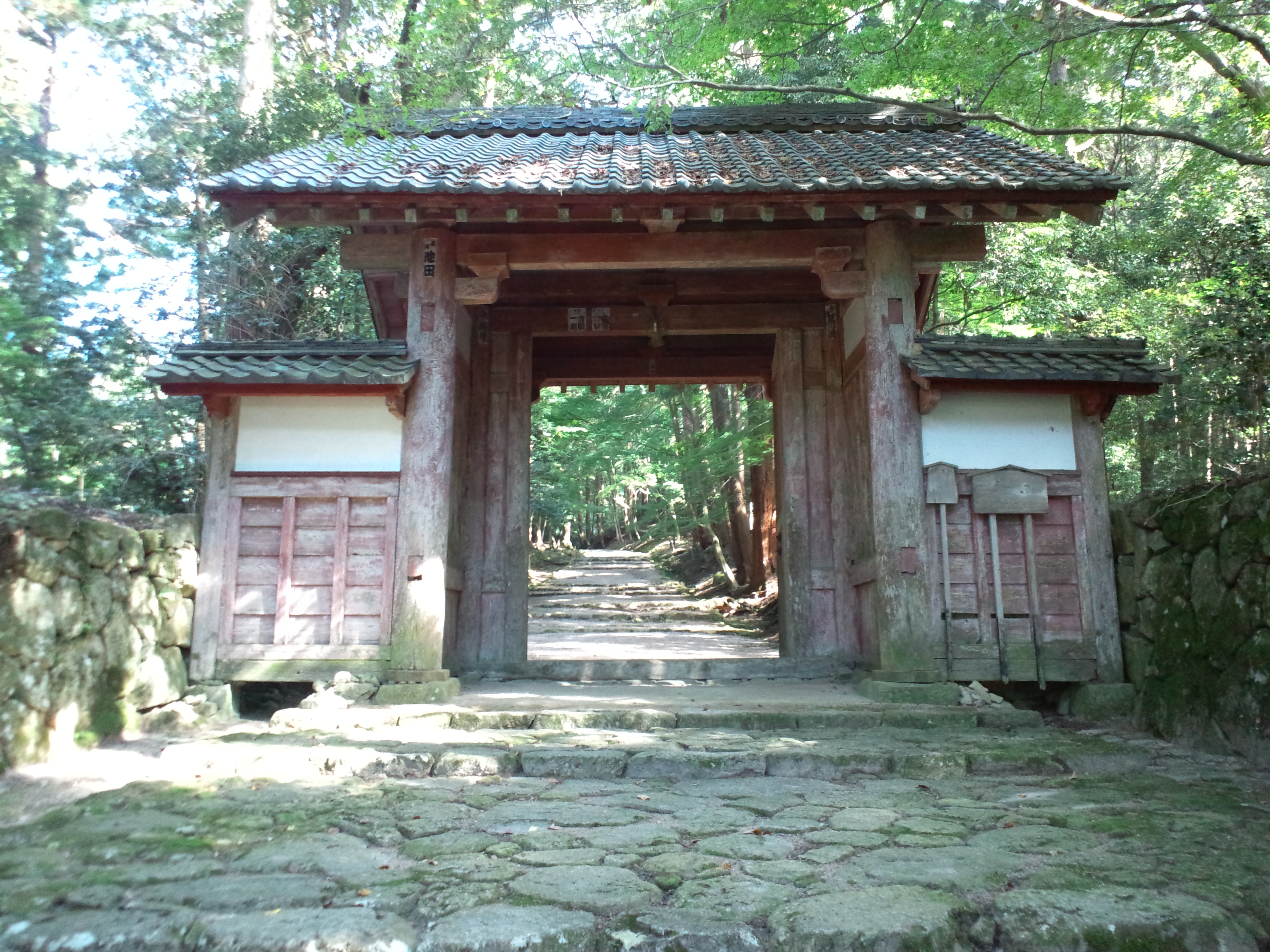
赤門（修復前）

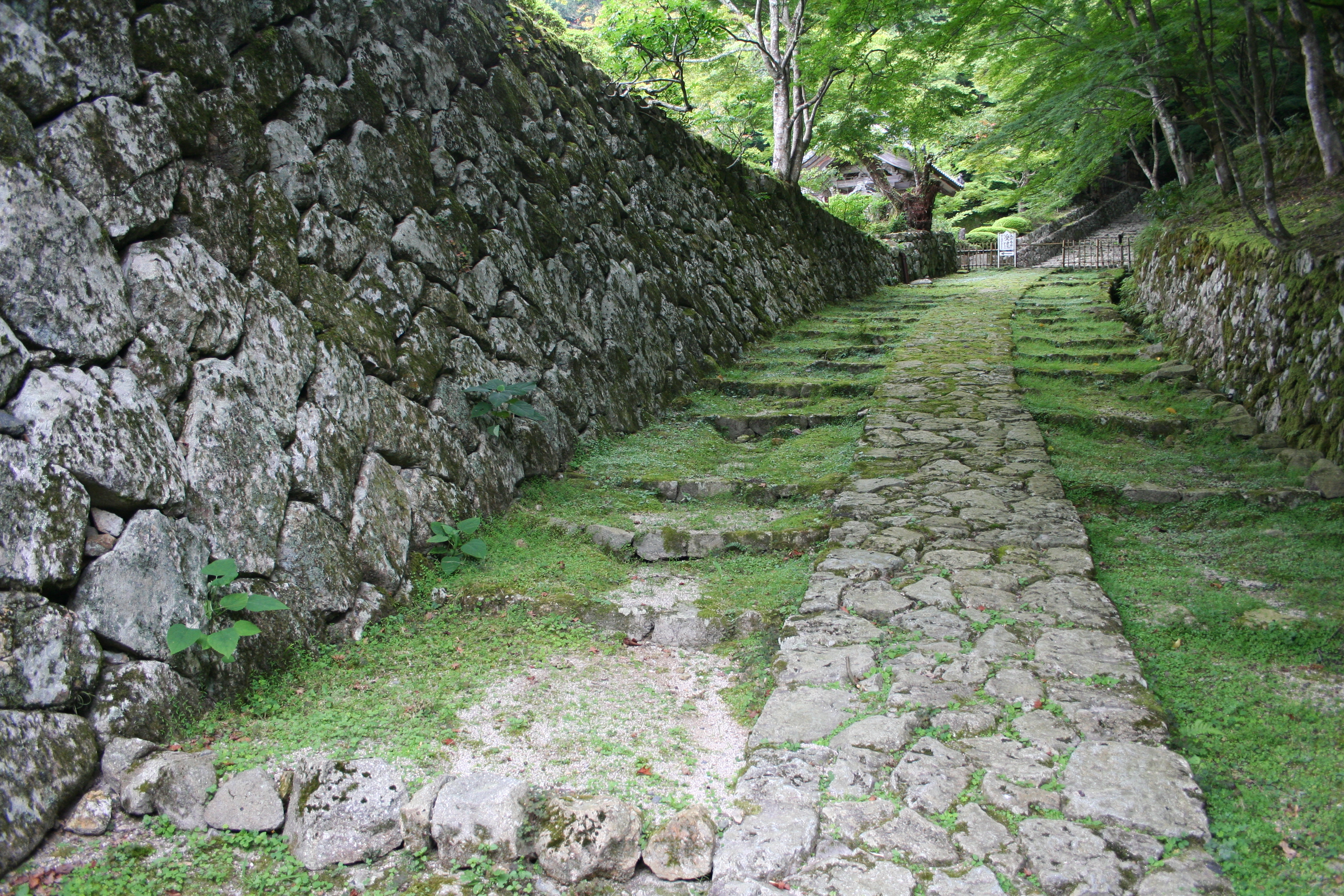
百済寺仁王門に続く石段

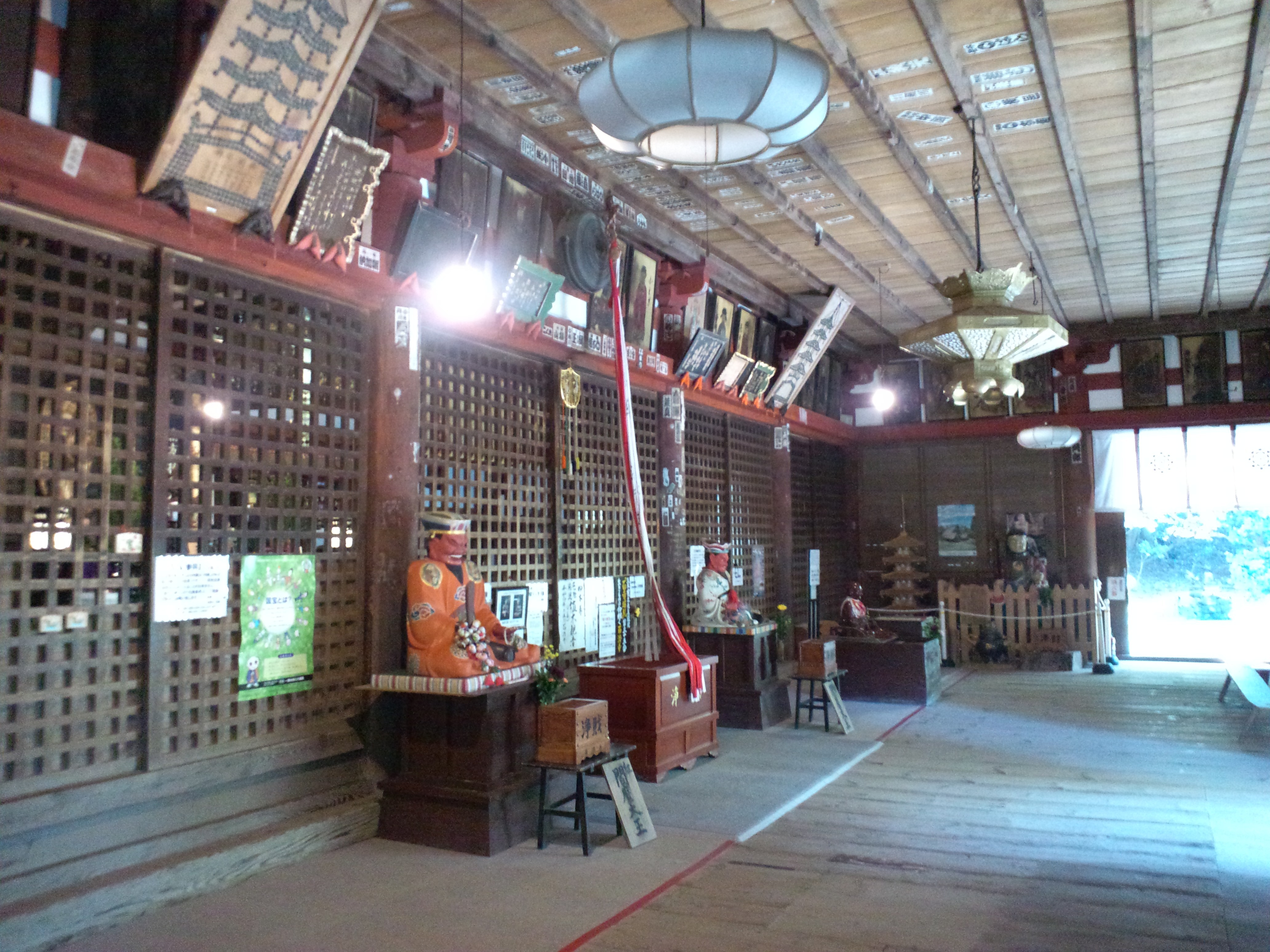
本堂内部（外陣）

赤門を入り参道を進むと途中左側に本坊の喜見院があり、そこから石段を上ったところに仁王門、さらに上ったところに本堂が建つ。
- 本堂（重要文化財） - 慶安3年（1650年）再建。入母屋造、檜皮（ひわだ）葺き。中世以来の密教仏堂の形式を残しつつ細部には近世的特質の現われた建築。元来の本堂は現在地の裏手にあり、規模も大きかった。また、旧本堂の右方（南）には五重塔が建っていた。
- 鐘楼（東近江市指定有形文化財）
- 三所権現社（東近江市指定有形文化財） - 祭神：熊野三所権現
- 弁天堂
- 五重塔跡
- 仁王門 - 慶安3年（1650年）再建。
- 喜見院 - 本坊。
  - 庫裏
  - 書院（国登録有形文化財） - 1940年（昭和15年）再建。
  - 不動堂
  - 庭園「天下遠望の名園」 - 昭和時代中期に鈍穴流花文造園三代目・山村文七郎により作庭された池泉回遊式庭園。
  - 表門
- 百坊跡 - 石垣が残る。
- 二百坊跡 - 石垣が残る。
- 七百坊跡 - 石垣が残る。
- 赤門（総門、東近江市指定有形文化財） - 慶安3年（1650年）再建。
- 阿弥陀堂
- ねずみ地蔵
- 井伊直滋の墓

## 文化財

### 重要文化財
- 本堂
- 木造十一面観音立像 - 植木観音。本尊、一木造で像高2.49メートル。本堂安置[1]。奈良時代の作で滋賀県最古の木造仏である。奈良時代作の木造仏では京都府京都市山科区にある安祥寺の十一面観音立像（2.52メートル）に次いで全国二番目の大きさである。
- 絹本著色日吉山王曼荼羅図
- 黒漆蒔絵箱（紺紙金泥法華経入り） 1合
- 金銅唐草文磬 1面
- 鈸子（ばっし） 1対・銅鑼 1口 - それぞれに建長八年丙辰八月日の刻銘がある。

### 国指定史跡
- 百済寺境内

### 国登録有形文化財
- 喜見院書院

### 滋賀県指定有形文化財
- 紺紙金泥妙法蓮華経 開結経共 部分10巻

### 東近江市指定有形文化財
- 赤門（総門）
- 鐘楼
- 熊野三所権現社
- 木造聖観音坐像
- 木造如意輪観音半跏思惟像
- 金銅弥勒半跏思惟像
- 木造不動明王二童子像 3躯
- 木造毘沙門天立像 附：永正九年造立願文一紙
- 絹本著色黄不動図
- 絹本著色如意輪観音図
- 神馬図絵馬 2面
- 石曳絵馬
- 三十六歌仙屏風 1双
- 孔雀文銅磬 1面
- 百済寺懸佛7面 附：1面 8面
- 熊野三所権現御正躰（鏡板）
- 百済寺境内出土遺物 6点
  - 瀬戸灰釉瓶子（中世墓出土）
  - 常滑三耳壺（中世墓出土）
  - 白磁四耳壺（中世墓出土）
  - 土師質筒型容器（中世墓出土）
  - 常滑ニ筋壺（中世墓出土）
  - 信楽桧垣文壺（塔跡出土）

### 東近江市指定名勝
- 百済寺境内

## 前後の札所
近江西国三十三観音霊場
15 金剛輪寺　-　16 百済寺　-　17 大覚寺
湖国十一面観音菩薩霊場
9 石馬寺　-　10 百済寺　-　11 金剛輪寺
聖徳太子霊跡
33 西方院　-　34 百済寺　-　35 長命寺
びわ湖百八霊場
63 金剛輪寺　-　64 百済寺　-　65 長壽寺
神仏霊場巡拝の道
140 永源寺　-　141 百済寺　-　142 日牟禮八幡宮

## 交通アクセス
- 東海道線能登川駅から近江鉄道バス「角能線」、百済寺本町停留所から東に徒歩1.2km。乗車時間35分。運賃は2018年8月現在、能登川駅より大人740円、近江鉄道本線愛知川駅前より大人560円。
- 近江鉄道八日市駅からちょこっとバス「愛東線・北回り」、百済寺本坊前停留所下車。乗車時間約30分。運賃は2018年8月現在、大人均一200円。
- 近江鉄道八日市駅からちょこっとバス「愛東線・南回り」、愛東北小前停留所から東に徒歩1.5km。乗車時間約25分。運賃は2018年8月現在、大人均一200円。
- 名神ハイウェイバス京都線特急「百済寺」下車、徒歩約20分。乗車時間は京都駅より約60分。名鉄バスセンター・名古屋駅より約100分。運賃は2018年8月現在、名鉄バスセンター・名古屋駅より大人1,600円、京都駅より大人1,300円。

※近江鉄道バスと名神ハイウェイバス京都線は1時間に1便程度、東近江市ちょこっとバスは両路線とも1日3便のみの運行となっている。名神ハイウェイバス京都線は特急のみ停車し、超特急は停車しない。

## その他
- 2023年（令和5年）、NHKが百済寺から許可を取り、本堂で連続テレビ小説「ブギウギ」の撮影のリハーサルを行っていたところ、縁側の床板を支えていた木材が折れ、床板約20枚が5メートルにわたり大きく陥没する事案が発生した[2]。